# アルブレヒト1世 (ザクセン公)
ザクセン公アルブレヒト1世（Albrecht I., Herzog von Sachsen、1175年頃 - 1260年10月7日）は、アルベルト1世とも呼ばれるアスカーニエン家出身の人物で、ザクセン、エンゲルン、ヴェストファーレンの公、ノルトアルビンゲンの領主、神聖ローマ帝国の選帝侯および大元帥、アンハルト伯を務めた。ザクセン公ベルンハルト3世とデンマーク王クヌーズ5世の娘ブリジットの子で、アルブレヒト熊公の孫にあたる。アンハルト伯ハインリヒ1世は兄である。

## 生涯
父ベルンハルト3世の死後、1212年にアルブレヒト1世はザクセン公領を継承し、ザクセン系アスカニア家の始祖となった。ザクセン系アスカニア家は1260年にザクセン＝ラウエンブルク系とザクセン＝ヴィッテンベルク系に分裂する。兄ハインリヒ1世はアスカニア家の家領を継承しアンハルト伯となった。
アルブレヒト1世は、ホーエンシュタウフェン家と対立するオットー4世を支持し、ホーエンシュタウフェン家を支持するマグデブルク大司教アルブレヒトと対立した。アルブレヒト1世はシュタースフルトをマグデブルク大司教アルブレヒトに奪われていた。1217年、最終的にアルブレヒト1世はオットー4世およびブランデンブルク辺境伯アルブレヒト2世とともにエルベ川を渡ってマグデブルク大司教アルブレヒトと対戦したが、成果なく終わった。
1215年7月25日にアーヘンで行われた戴冠式で、後の皇帝フリードリヒ2世は十字軍を行うことを誓ったが、ドイツ国内の紛争によりフリードリヒは十字軍に参加できずにいた。しかし、1217年にフリードリヒ2世は軍備を整えアルブレヒト1世の指揮下に置いた。アルブレヒト1世は地中海のダミエッタ要塞を占領した（第5回十字軍）。これをパレスティナの再征服の足掛かりとしたかったが、実際にはそれは実現しなかった。
1218年、フリードリヒ2世はアルブレヒト1世の持つ領地、権利及びフォークトを追認した。1219年、アルブレヒトは十字軍においてリヴォニアに移動した。その目的は、ラトビア人がロシアと同盟を結ぶのを妨げるためであった。この戦いにおいて、アルブレヒトは有能な軍人であることを示した。
1221年、マグデブルク大司教アルブレヒトは皇帝に会いにイタリアに向かった際、アルブレヒト1世は未成年の親族ブランデンブルク辺境伯ヨハン1世およびオットー3世に対し優位な立場を手に入れた。しかしこれはヨハンおよびオットーの後見人であった兄ハインリヒ1世と不和となった。アルブレヒトはフリードリヒ2世とともに度々イタリアを訪れ、1226年にはアルビンゲン公位を与えられた。この新しい地位を与えられたアルブレヒトはシャウエンブルクの対デンマークの戦いに巻き込まれた。1227年7月22日のボルンヘーフェトの戦いでは、ハンブルク司教およびブレーメン大司教ゲープハルトとともに、ホルシュタイン伯アドルフ4世側として戦いに参加した。アスカニア家のヴァイマル＝オーラミュンデ伯家はデンマーク側について戦った。結果として、デンマークの強大な勢力は崩壊し、アルブレヒト1世はメルンの町を含めたラウエンブルクの地を手に入れた。これまでアルブレヒトはエルベ川下流域のハーデルン伯自治領の支配権を持っているのみであったが、ワグリア（オストホルシュタイン）、リューベック、シュヴェーリンおよびダンネンベルクをザクセンの支配下におさめた。また、ヴェルフ家からもヒッツアッカー、ベルゲドルフおよびザクセンヴァルトを手に入れた。しかし、これらの領地は1231年のヴォルムス帝国会議においてはじめてフリードリヒ2世に承認された。
1227年から1231年にかけてアルブレヒトはマイセン辺境伯領の摂政となり、1228/9年にフリードリヒ2世に従ってエルサレムに向かった。
1231/2年には、アルブレヒトは皇帝とその息子ハインリヒ7世との仲を仲介し、他の諸侯らとともに『諸侯の利益のための諸規定（Statutum in favorem principum）』を定めた。
1240/1年に、アルブレヒトは再びイタリアに向かった。ベルツィヒ伯バーデリッヒ2世の死後（1251年頃）、アルブレヒトはベルツィヒを領地に加えた。アルブレヒトはまた、領内の経済にも気を配った。1248年1月2日、ハンブルク、リューベックおよびザルツヴェーデルの町との間で貿易に関する関税手続きを発行し、通行の安全を保証した。これはアルブレヒトに大きな利益をもたらした。また、1250年頃にはフランシスコ会修道院と、後に一族が埋葬される教会となるフランシスコ会教会を創設した。
アルブレヒト1世は帝国大元帥として選帝侯の資格を持ち、ウィレム2世を対立王として選出するため、1252年のブラウンシュヴァイク帝国会議に参加した。また、この地位により、1231年に俗界権力と対立していた教皇が、司教らを通して、皇帝フリードリヒ2世と対立するよう諸侯を扇動した時、アルブレヒトはこの帝国内の問題に介入した。また、1234年のフランクフルト帝国会議においては、アルブレヒト1世は狂信者による異端審問を禁止し、通常の状態に戻すことに成功した。
1257年、アルフォンソ10世をドイツ対立王に選出した。アルブレヒトはまたエンゲルンの伯領も手に入れた。
1260年にアルブレヒトが死去した後、息子ヨハン1世とアルブレヒト2世はアスカニア家の慣例に従ってその所領を分割相続した。長子相続制が導入されるのは1727年になってからのことである。ザクセン公領はザクセン＝ラウエンブルク公領とザクセン＝ヴィッテンベルク公領とに分かれた。

## 家族

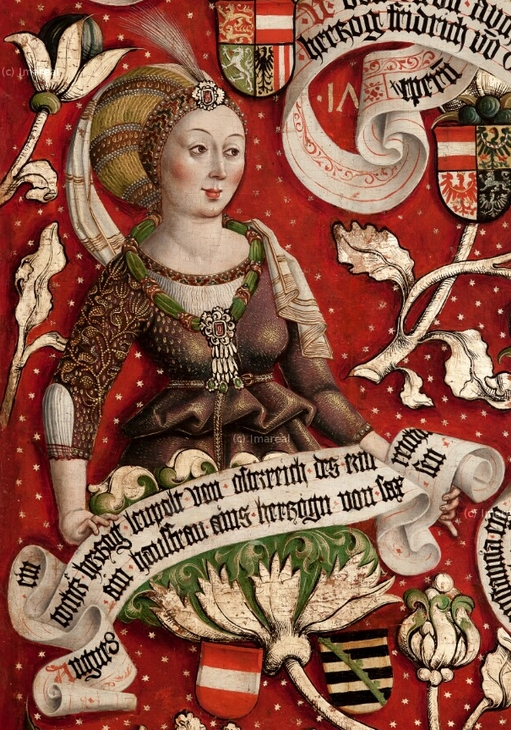
最初の妃アグネス

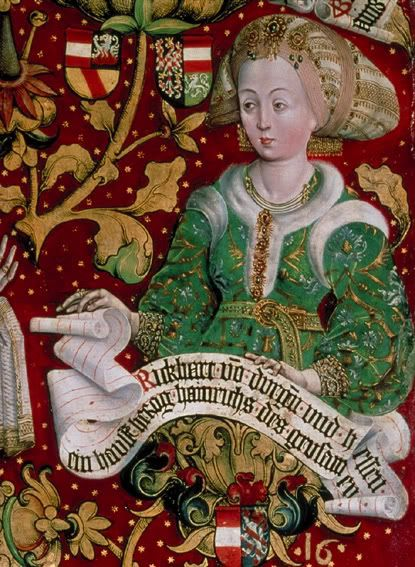
2番目の妃アグネス

1222年、オーストリア公レオポルト6世の娘アグネス（1206年 - 1238年）と結婚。
1. ユッタ（ユーディト）（1223年 - 1250年） - 1239年にデンマーク王エーリク4世と結婚。クヴェーアフルト＝ローゼンブルク伯ブルヒャルト7世と結婚。
2. ブリギッテ（ユッタ）（? - 1266年） - 1255年にブランデンブルク辺境伯ヨハン1世と結婚。

1238年、テューリンゲン方伯ヘルマン1世の娘アグネス（1205年 - 1247年）と再婚。
1. マルガレーテ（マティルダ）（? - 1265年） - シュヴェリーン伯ヘルモルト3世と結婚。

1247年にブラウンシュヴァイク＝リューネブルク公オットー1世の娘ヘレーネ（1231年 - 1273年）と再婚。
1. ヘレーネ（1247年 - 1309年） - ヴロツワフ公ヘンリク3世、次いでニュルンベルク城伯フリードリヒ3世と結婚。
2. エリザベート（? - 1306年） - 1249/50年にホルシュタイン伯ヨハン1世（シャウエンブルク家）と結婚。
3. ヨハン1世（1248年 - 1285年） - ザクセン＝ラウエンブルク公
4. アルブレヒト2世（1250年 - 1298年） - ザクセン＝ヴィッテンベルク公
5. ルドルフ（? - 1269年）